# Negoiu, Hunedoara
Negoiu este un sat în comuna Lunca Cernii de Jos din județul Hunedoara, Transilvania, România.